# Bundesverband der Unfallkassen

Logo 2005

Der Bundesverband der Unfallkassen e. V. (BUK) wurde 1936 als Arbeitsgemeinschaft der gemeindlichen Unfallversicherungsträger gegründet und war bis zum 1. Juni 2007 der Dachverband der Unfallversicherungsträger der öffentlichen Hand.

## Zusammenlegung mit dem HVBG zur DGUV
Am 1. Juni 2007 wurde der BUK mit dem Hauptverband der gewerblichen Berufsgenossenschaften e. V. (HVBG) zur Deutschen Gesetzlichen Unfallversicherung e. V. (DGUV) zusammengelegt.
Seitdem werden die Unfallversicherungsträger der öffentlichen Hand und die gewerblichen Berufsgenossenschaften von diesem gemeinsamen Spitzenverband vertreten.

## Unfallversicherungsträger der öffentlichen Hand
- Gemeinde-Unfallversicherungsverbände (GUVV)
- Unfallkassen der Länder und einer Stadt (UK)
- Eisenbahn-Unfallkasse (EUK)
- Unfallkasse Post und Telekom (UK PT)
- Feuerwehr-Unfallkassen (FUK)
- Unfallkasse des Bundes (UK-Bund)